# Západní Washington
Západní Washington je ta část amerického státu Washington, která leží západně od Kaskádového pohoří.
Je známá svým vlhčejším podnebím oproti východní straně státu, což způsobuje srážkový stín Kaskádového pohoří. Zatímco průměrné místo ve východním Washingtonu má roční úhrn srážek pouze 47 cm, na západě se toto číslo vyšplhává až k 168 centimetrům. Na průměrném místě v západním Washingtonu jsou srážky ve 168 dnech ročně. Rekordní roční úhrn srážek má Quinaultské jezero, kde dosahují až 333 centimetrů. Rekordmanem v počtu dnů s měřitelnými srážkami je experimentální stanice v Long Beach, kde zaprší v 215 dnech za rok.
Sčítání lidu v roce 2010 zjistilo, že v západním Washingtonu žije 5 229 000 obyvatel z celkové populace státu, která činí 6 725 000 obyvatel. Populace západního Washingtonu je tak srovnatelná s celým státem Minnesota, ve kterém žije 5 304 000 lidí. Rozloha regionu činí 64 tisíc km² a hustota obyvatelstva 81,6 obyvatel na km².

## Důležitá města
- Seattle
- Tacoma
- Vancouver
- Everett
- Bellingham
- Olympia
- Bellevue
- Mount Vernon
- Bremerton
- Kelso